# Valdas Ivanauskas
Valdas Ivanauskas (in russo Вальдас-Аугустинас Вацлавич Иванаускас?, Val'das-Augustinas Vaclavič Ivanauskas; Kaunas, 31 luglio 1966) è un allenatore di calcio ed ex calciatore sovietico e lituano, di ruolo attaccante.

## Palmarès

### Giocatore

#### Club
- Pervaja Liga: 1

CSKA Mosca: 1986
- Campionato austriaco: 2

Austria Vienna: 1991-1992, 1992-1993
- Coppa d'Austria: 1

Austria Vienna: 1991-1992
- Supercoppa d'Austria: 2

Austria Vienna: 1991, 1992

#### Nazionale
- Coppa del Baltico: 1

1994

### Allenatore
- Campionato lituano: 1

Kaunas: 2004
- Coppa di Lituania: 2

Kaunas: 2004, 2005